# تيريزا مارتينكوفا
تيريزا مارتينكوفا (بالتشيكية: Tereza Martincová)‏ هي لاعبة كرة مضرب تشيكية من مواليد 24 أكتوبر 1994. أعلى تصنيف لها في الفردي كان 199. أعلى تصنيف لها في الزوجي كان 342.

## النهائيات

### الفردي (2–4)
| الحصيلة | الرقم | التاريخ       | الدورة              | الأرضية | المنافس             | النتيجة            |
| ------- | ----- | ------------- | ------------------- | ------- | ------------------- | ------------------ |
| الوصافة | 1.    | 15 أبريل 2013 | أنطاليا، تركيا      | صلبة    | بياتريس حداد مايا   | 4–6, 3–6           |
| الفوز   | 1.    | 7 أبريل 2014  | كاندية، اليونان     | صلبة    | برنيلا مندسوفا      | 6–4, 6–4           |
| الوصافة | 2.    | 25 أغسطس 2014 | مامايا، رومانيا     | ترابية  | أندريا ميتو         | 2–6, 4–6           |
| الوصافة | 3.    | 2 فبراير 2015 | غرونوبل، فرنسا      | صلبة    | ماجدا لينيت         | 6–7(2–7), 6–4, 1–6 |
| الوصافة | 4.    | 27 أبريل 2015 | فيسبادن، ألمانيا    | ترابية  | أناستازيا سيفاستوفا | 6–1, 6–3           |
| الفوز   | 2.    | 22 يونيو 2015 | لينتسرهايدي، سويسرا | ترابية  | ناستجا كولار        | 6–3, 6–4           |

## روابط خارجية
- تيريزا مارتينكوفا على موقع رابطة محترفات التنس (الإنجليزية)
- تيريزا مارتينكوفا على موقع الاتحاد الدولي لكرة المضرب (الإنجليزية)
- تيريزا مارتينكوفا على موقع كأس بيلي جين كينغ (الإنجليزية)
- تيريزا مارتينكوفا على موقع بطولة ويمبلدون (الإنجليزية)
- تيريزا مارتينكوفا على موقع خلاصة التنس.كوم (الإنجليزية)